# بيتر آيرتس
بيتر آيرتس (بالهولندية: Peter Aerts)‏ هو ملاكم ومصارع محترف وملاكم كيك بوكسينغ وممثل هولندي، ولد في 25 أكتوبر 1970 بآيندهوفن في هولندا.

## وصلات خارجية
- بيتر آيرتس على موقع شيردوغ (الإنجليزية)
- بيتر آيرتس على موقع CageMatch worker (الإنجليزية)
- بيتر آيرتس على موقع قاعدة بيانات المصارعة على الإنترنت (الإنجليزية)

- بيتر آيرتس على موقع IMDb (الإنجليزية)
- بيتر آيرتس على موقع قاعدة بيانات الفيلم (الإنجليزية)